# NN-5
La carretera NN-5 es una vía secundaria (C.S.) localizada en el departamento de Chinandega, en el occidente de Nicaragua. Su función principal es conectar el puerto de Corinto con el pequeño asentamiento costero de Paso Caballos.

## Trazado
La ruta inicia en Corinto, una de las principales terminales portuarias del país, y sigue un trazo hacia el sur paralelo a la costa, terminando en Paso Caballos, comunidad pesquera y turística.

## Estado
La carretera fue pavimentada en el año 2011 como parte del proyecto de fortalecimiento de la red vial secundaria impulsado por el MTI.